# 30. Flak-Division
La 30. Flak-Division (30e division de Flak) est une division de lutte antiaérienne de la Luftwaffe allemande au sein de la Wehrmacht durant la Seconde Guerre mondiale.

## Historique
La 30. Flak-Division est mise sur pied en février 1945 à Berlin à partir du Stab/5. Flak-Brigade.
La division a servi de quartier général pour toutes les Eisenbahn Flak-einheiten (unités anti-aériennes sur voies ferrées).
Elle termine la guerre dans la région du district de Haute-Bavière.

## Commandement
| Début        | Fin        | Grade  | Nom       |
| ------------ | ---------- | ------ | --------- |
| Février 1945 | 8 mai 1945 | Oberst | Egon Baur |

### Chef d'état-major (Ia)
| Début        | Fin      | Grade     | Nom             |
| ------------ | -------- | --------- | --------------- |
| Février 1945 | Mai 1945 | Hauptmann | Josef Collingor |

## Organisation

### Rattachement
| Début        | Fin        | Commandement     |
| ------------ | ---------- | ---------------- |
| Février 1945 | 8 mai 1945 | Luftflotte Reich |

### Unités subordonnées
Formation en février 1945 :
- Stab/Flak-Regiment 50 (E)
- Stab/Flak-Regiment 71 (E)
- Stab/Flak-Regiment 97 (E)
- Stab/Flak-Regiment 112 (E)
- Stab/Flak-Regiment 122 (E)
- Stab/Flak-Regiment 159 (E)

### Livres
- Georges Bernage et François de Lannoy, Dictionnaire historique de la Luftwaffe et de la Waffen-SS, Bayeux, Éditions Heimdal, 1998, 480 p. (ISBN 2840481197)
- (de) Karl-Heinz Hummel, Die deutsche Flakartillerie 1935 - 1945 - Ihre Großverbände und Regimenter, VDM Heinz Nickel, 2010